# Stictoptera burgersi
Stictoptera burgersi är en fjärilsart som beskrevs av M.Gaede 1937. Stictoptera burgersi ingår i släktet Stictoptera och familjen nattflyn. Inga underarter finns listade i Catalogue of Life.